# Riley (automóvel)
Riley foi uma empresa automobilística britânica fundada em 1890. Foi incorporada à Nuffield Organisation em 1938 e porteriormente fundida com a British Leyland. A marca foi descontinuada em 1968. Atualmente a marca Riley pertence à BMW.

## Modelos

### Pré-1ª Guerra Mundial
- 1907-1911 Riley 9
- 1907-1907 Riley 12
- 1909-1914 Riley 10
- 1908-1914 Riley 12/18
- 1915-1916 Riley 10

### Durante a guerra
- 1913-1922 Riley 17/30
- 1919-1924 Riley Eleven
- 1925-1928 Riley Twelve
- 1926-1937 Riley Nine
- 1927-1931 Riley Brooklands
- 1928-1937 Riley Six
- 1929-1934 Riley 14/6
- 1933-1935 Riley 12/6
- 1934-1935 Riley Imp
- 1934-1935 Riley MPH
- 1935-1938 Riley 15/6
- 1935-1938 Riley 1 1/2 litre
- 1936-1938 Riley Sprite
- 1936-1938 Riley 8/90
- 1937-1938 Riley Big Four
- 1938-1938 Riley Victor
- 1939-1940 Riley 12
- 1939-1940 Riley 16

### Pós-guerra
- Roadster
  - 1948-1951 RMC
  - 1949-1951 RMD
- Médios
  - 1945-1952 RMA
  - 1952-1955 RME
  - 1957-1965 One-Point-Five (Wolseley 1500)
  - 1959-1961 4/Sixty-Eight (Wolseley 15/60)
  - 1961-1969 4/Seventy-Two (Wolseley 16/60)
- Grandes
  - 1946-1952 RMB
  - 1952-1953 RMF
  - 1953-1957 Pathfinder (Wolseley 6/90)
  - 1958-1959 Two-Point-Six (Wolseley 6/90)
- Mini
  - 1961-1969 Elf (Mini)
- Compactos
  - 1965-1969 Riley Kestrel/1300 (Morris 1100)